# Isabel de Villena
Isabel de Villena (c. 1430 - València, 2 de juliol de 1490) va ser una religiosa i escriptora valenciana del segle xv.
Va néixer el 1430, a la ciutat de València, filla il·legítima d'Enric de Villena, noble descendent de la casa Trastàmara; era també besneta del primer duc de Gandia, Alfons el Vell. Va ser batejada amb el nom d'Elionor, molt comú a la seua família, i va viure des de petita a la cort de Maria de Castella, com la resta de dones descendents dels aspirants al tron d'Aragó en l'interregne que va acabar amb el Compromís de Casp, dones que els Trastàmares van casar (de grat o forçades) amb aliats seus. El 1445 va professar en el nou monestir de la Trinitat de les clarisses de València (regla de Tordesillas), on va prendre el nom d'Isabel, potser en record de la reina santa de la família d'Aragó, i on seria elegida abadessa el 1462.
Isabel de Villena va impulsar les obres del convent de la Trinitat, i el va convertir, gràcies a les substancioses donacions que captava, en una joia del gòtic valencià tardà.
Durant la seva vida com a religiosa, Isabel es va guanyar fama de persona virtuosa i intel·ligent, i es tenia molt present la seua ascendència reial. Uns quants escriptors valencians coetanis de l'abadessa li van dedicar textos en els quals la lloaven tant per la seua honestedat com per la seua erudició. Isabel de Villena és la primera escriptora amb nom conegut de la literatura catalana. Va morir al mateix convent on va residir quaranta-cinc anys, víctima d'una epidèmia que assolà València l'any 1490.
L'única obra que s'ha conservat d'ella és el Vita Christi, publicat a València el 1497 per l'abadessa que la va succeir, Aldonça de Montsoriu.

## D'Elionor a Isabel

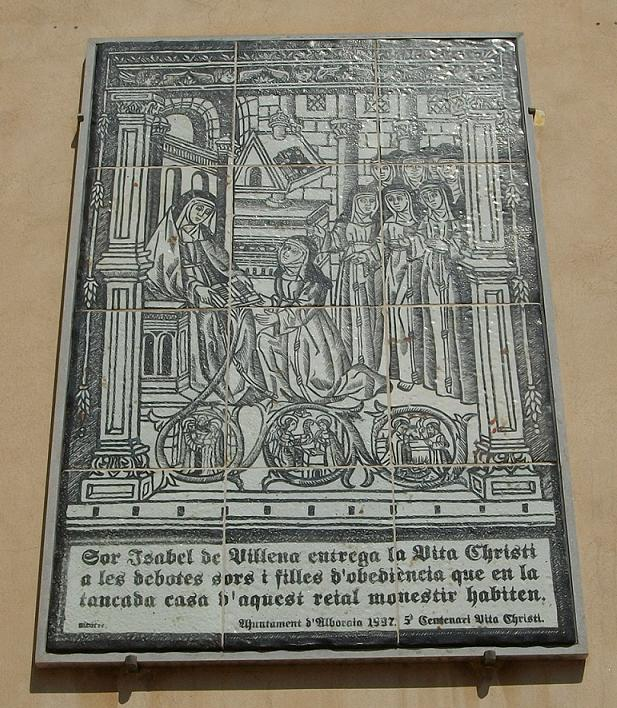
Isabel de Villena donant el Vita Christi a les clarisses

L'any 1445, quan només tenia 15 anys, va entrar voluntàriament al convent de la Santíssima Trinitat de les clarisses de València (regla reformada de Tordesillas), impetrat per la reina Maria poc temps abans, i sufragat amb diners que la pròpia Elionor havia prestat a la reina, que va pagar d'aquesta manera el deute que tenia amb aquella. Va ser aleshores quan va canviar el seu nom pel d'Isabel. Isabel de Villena va ser considerada persona honesta i de múltipes virtuts, en la seua vida com a clarissa al convent de la Trinitat, on la reina Maria disposava d'un espai privat per passar les seves hores de retir com una religiosa més.
L'any 1462 va ser nomenada abadessa, dignitat que va posposar acceptar un any perquè, per la seua condició d'il·legítima, necessitava una dispensa papal. Una vegada abadessa, va exercir aquesta dignitat durant la resta de la seva vida amb gran eficàcia i responsabilitat. Comptable minuciosa, registrava les donacions que rebia per continuar i acabar les obres del monestir de la Trinitat. En la seva obra s'observa un gran compromís amb una espiritualitat franciscana rigorosa, com corresponia a la regla reformada de Tordesillas, que demanava tornar a la simplicitat propugnada per la fundadora de l'orde, Clara d'Assís.

## La seva obra

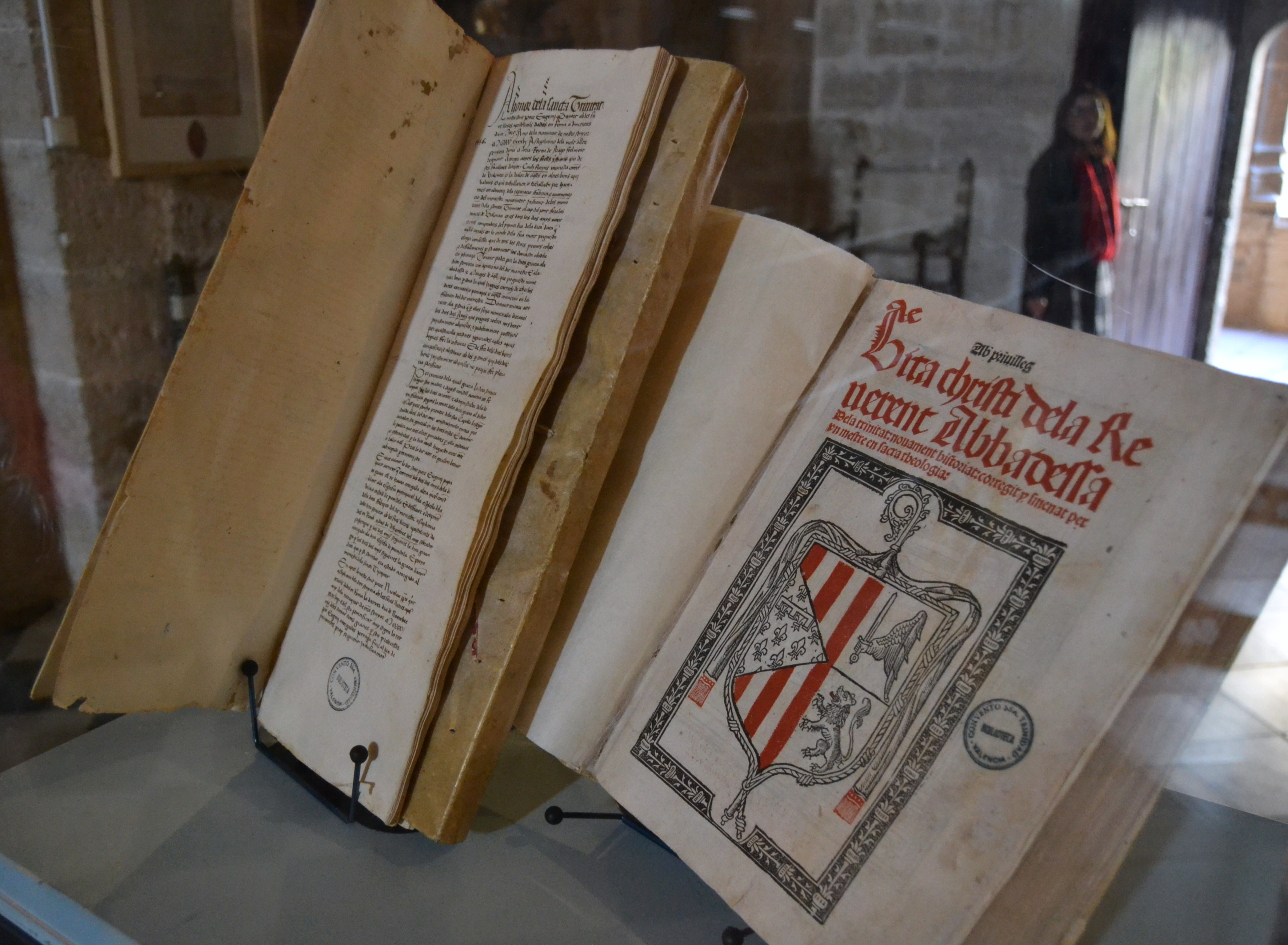
Vita Christi villeniana

Vita Christi és una narració sobre la vida de Jesucrist escrita amb el propòsit d'ajudar a meditar les monges del seu convent. L'autora és capaç d'omplir-la amb la seva mestria tant per a les vives anècdotes narratives com per a l'ús d'un estil retòric elevat (com corresponia al tema). La seva particularitat rau en el fet que Isabel de Villena és molt conscient de la seva audiència directa (la comunitat de religioses de la Trinitat) i, per tant, marca la narració amb un punt de vista conscientment femení. Així, el que havia de ser una vida de Crist esdevé en les seves mans la vida de la Mare de Déu: el llibre comença i acaba amb el naixement de la Verge i la seva assumpció al cel. L'autora mostra conèixer altres obres del gènere de les vitae Christi, com la de Ludolf de Saxònia, que Joan Roís de Corella traduiria amb el títol del Cartoixà, i que va tenir una ampli èxit i difusió. Però Villena marca la seva obra amb trets molt personals, com ho és el fet d'intercalar sovint passatges en llatí (habitualment provinents de la litúrgia) que a continuació glossa en romanç insertant-los en la narració de manera natural, per exemple en els parlaments dels personatges. Per a passatges de la vida de Jesús i Maria aliens als evangelis canònics, Villena no té problemes a incorporar elements dels evangelis apòcrifs, que, tot i que no admesos per l'ortodòxia més estricta, eren molt populars encara a la baixa edat mitjana.

### Obra femenina o feminista?
Per la constant defensa de les virtuts femenines, idealitzades en la figura de la Verge Maria, sor Isabel de Villena ha estat assenyalada com a una escriptora protofeminista. En la seva obra, la feminitat va ser triada deliberadament i apareix en cada pàgina:
- Les autèntiques protagonistes del llibre són les dones.
- Hi destaquen alguns detalls tradicionalment atribuïts a l'interès dels temes tradicionals del món femení: l'enfocament en la maternitat, l'interès en el tracte afectuós dels infants, els detalls de la vida domèstica, la confiança i suport entre les dones.
- El detallisme que es fa palès en la descripció de la pompa i el luxe del món al·legòric i celestial, presentat com una cort reial en què s'aplica tot el protocol, i les descripcions d'eixovars, vestimentes i ornaments.

Però el que més s'ha discutit és si Isabel, a més de fer una obra «femenina», va fer també una obra «feminista». És molt compromès considerar feminista una dona del segle xv, però sembla obvi que el seu llibre constitueix una resposta a la misogínia que impregna tota la literatura medieval. Jaume Roig, l'autor d'Espill, el llibre més misogin de la nostra literatura, mantenia una intensa relació amb el convent de la Trinitat (n'era el metge). Isabel devia conèixer el llibre de Roig i la tradició que pretenia continuar i volgué fer del seu Vita Christi una resposta a l'Espill, destacant virtuts femenines i demostrant la falsedat de les acusacions:
- Si els misògins afirmen que la dona és voluble, Isabel fa volubles els homes, i fermes les dones.
- Si els misògins relacionen la dona amb el dimoni i aporten llistes de dones malvades, aquesta autora confegirà una relació de dones honestes.
- L'autora assenyala contínuament la predilecció de Jesús pel sexe femení.
- Fins i tot el mateix personatge de Jesucrist condemna explícitament i reiterada la misogínia i els misògins.

Si entenem per feminisme la defensa de la dona, no hi ha dubte que Isabel de Villena pot ser considerada com a tal, abans de l'existència del feminisme com a moviment organitzat. També podem entendre la seva genialitat en dir i interpretar la història de la salvació cristiana des del punt de vista de les dones que hi foren presents, en concret la vida de Jesucrist; reconeixent el valor i protagonisme femení en aquesta història de la salvació.
No sabem com va adquirir Isabel la seua formació intel·lectual i literària; però, essent filla d'un escriptor en català i castellà tan erudit com Enric de Villena, la seua sòlida formació intel·lectual no pot sorprendre. Sabem que en la cort de la seva parenta, la reina Maria, existia una excel·lent biblioteca de textos bàsicament morals, que va heretar en gran part una de les dames de la reina, qui després professaria precisament a la Trinitat, amb la qual cosa aquest fons llibrari aniria a parar al convent on Villena era abadessa. La influència de Villena es veu també en un manuscrit pictòric redactat en el pas del segle xv al xvi i que sembla il·lustració d'escenes que Villena havia descrit a la seva Vita Christi: el Speculum animae ('Espill de l'ànima').

### Un reclam feminista
La Vita Christi és, doncs, una obra fonamentada en la narració de la vida de Jesús, amb l'objectiu d'estimular una devoció emocional, i de commoure el cristià amb objecte d'identificar-se amb els personatges protagonistes d'aquesta història. No obstant això, la Vita Christi villeniana és una obra molt personal en diversos aspectes, dels quals cal remarcar la importància i el pes que reben les dones i les aportacions feministes.
Aquesta obra se centra en les dones que van envoltar la vida de Crist. Santa Anna, la Verge Maria i Maria Magdalena es presenten com a dones, àvies, mares, que viuen la vida de Crist com a dones normals, amb sentiments humans. Aquesta obra excepcional, a més de posar l'èmfasi en aquests personatges femenins, es va ajudar de textos apòcrifs i no va tenir problema a oferir observacions allunyades de l'ortodòxia dels textos sagrats, com per exemple el paper de Maria, després d'ascendit Jesús, com a cap i «gran papessa» de la nova Església, i com a «doctoressa», mestra dels apòstols.
La Vita Christi, escrita en primera instància amb l'objectiu de fomentar la devoció religiosa, és aprofitada per a realitzar una defensa de les dones, tant àmpliament argumentada com difícilment refutable. La seva anàlisi permet demostrar que aquesta autora rebatia directament els tòpics de la literatura antifeminista i misògina, molt abundant durant dècades en la Corona d'Aragó.
Cal destacar que la seva obra no sols va tenir èxit entre les germanes del convent i els fidels més propers, sinó que va suscitar l'admiració de molts homes literats i intel·lectuals.
És ben significatiu que aquesta obra, escrita per una dona, fos estampada a instàncies de dues dones més: va ser duta a impremta per primera vegada per la successora d'Isabel de Villena, l'abadessa Aldonça de Montsoriu, moguda per l'interès de llegir-la que tenia la reina Isabel I de Castella, la qual no sembla haver tingut cap dificultat a llegir-la en la llengua original.
La Vita Christi de Villena va ser objecte d'almenys tres edicions: València 1497 (Llop de la Roca), València 1513 (Jorge Costilla, amb abundants xilografies), i Barcelona 1527 (Carles Amorós).
La posteritat de l'autora la va limitada i condescendent; no era considerada obra indispensable del segle d'or valencià, però va ser una obra llegida i apreciada per moltes dones, per exemple, per la mística María Jesús de Agreda, o per la reina Isabel la Catòlica, per l'interès de la qual que va promoure que es publiqués per poder-la llegir. La Vita Christi d'Isabel de Villena va ser publicada finalment l'any 1497 gràcies també a la mediació de la seva successora en el monestir de la Trinitat.

## L'estil de laVita Christi
Tradicionalment es volia veure en Isabel de Villena una autora simple, que empraria un llenguatge senzill i poc elaborat, ple de diminutius. Els estudis han mostrat, pel contrari, que els diminutius que hi apareixen són rars fora de les referències al món dels infants. També s'ha vist que aquesta autora empra un estil elevat, com exigien les normes de la retòrica per als temes sacres: s'ha observat a la Vita Christi abundància d'epítets, sinonímies, lítotes, metàfores, hipèrboles, ambientacions, ècfrasis, hipèrbatons, i molts altres recursos retòrics. Isabel de Villena és mestra en l'ús de la prosa d'art, de manera molt similar al seu conciutadà Joan Roís de Corella. No pot estranyar això si es té en compte que el seu pare, Enric de Villena, ja havia estat mestre en l'ús de la prosa retòricament elevada. Però Isabel de Villena, excel·lent narradora, no permet mai que la seva perícia retòrica interfereixi en el l'emoció de la narració, que se segueix de manera fluida. S'ha de remarcar també la seva tècnica amplificadora: té una rara habilitat per a redactar capítols sencers del seu llibre a partir d'un sol versicle de l'Evangeli, bastint-ne la resta amb la seva prodigiosa imaginació.
Joan Fuster ja va assenyalar que, a més, en la Vita Christi es donen dos plànols narratius que es treballen en paral·lel: el terrenal, en el qual la sagrada família passa misèries i penalitats, i el celestial, que és vist com una cort fastuosa. L'autora descriu la pompa i la solemnitat del protocol de les cerimònies celestials, recreant-se en la fastuositat de les teles, joies, els menjars i l'escenografia.